# Tour Marie Spilar
La Tour Marie Spilar est un bâtiment militaire et historique de la ville de Namur en Belgique. 

## Localisation
La tour se situe à gauche du no 17 de la rue de la Tour, dans le centre historique de Namur, en rive gauche de la Sambre.

## Historique
La tour construite de 1388 à 1390 faisait partie intégrante de la troisième enceinte de la ville de Namur au même titre que la tour Saint-Jacques, devenue le beffroi de Namur, distante d'une centaine de mètres à vol d'oiseau. Elle doit son nom à Marie Spilar, une propriétaire terrienne de ce quartier. Elle a été bâtie par Henri Mérial, maçon de profession et a fait l'objet d'une restauration en 1949 par les architectes Jean et Jules Lalière.

## Description
Cette tour semi-circulaire haute d'une quinzaine de mètres (toiture comprise) n'est constituée que d'un seul matériau : la pierre calcaire taillée. Elle ne compte que peu d'ouvertures, surtout au niveau inférieur. On reconnaît aisément sur le côté donnant sur la rue l'emplacement du rempart qui a été démantelé et la porte cintrée qui menait au chemin de ronde.